# Andreas Lutz
Andreas Lutz (Merano, 30 marzo 1986) è un ex hockeista su ghiaccio italiano, di ruolo difensore.

## Carriera

### Club
Lutz giocò nelle giovanili dell'HC Merano ed esordì in prima squadra, in massima serie, durante la stagione 2002-03. Mise assieme altre 14 presenze nella stagione successiva, al termine della quale il Merano, a causa di problemi economici, decise di iscriversi in Serie A2. In seconda serie divenne titolare, e le buone prove lo misero tanto in luce da interessare anche delle squadre nordamericane. Si accasò tuttavia in Italia, al Ritten Sport, e con la squadra di Collalbo giunse in finale di campionato.
Nella successiva stagione si accasò al neopromosso SG Pontebba in prestito dal Merano, che ancora ne deteneva il cartellino. Nell'agosto 2007 i friulani lo acquistarono a titolo definitivo, e con loro si aggiudicò il primo trofeo personale, la Coppa Italia 2008. Nel 2009, in seguito allo scarso utilizzo da parte dell'allenatore, Lutz fu girato per alcune partite in prestito al Cortina, ma tornò ai friulani per la stagione successiva. Nel 2011 venne acquistato dall'Hockey Milano Rossoblu, formazione con la quale conquistò la promozione in Serie A per poi essere confermato nelle stagioni successive.
Nell'estate del 2015 lasciò Milano a seguito dell'autoretrocessione decisa dal team meneghino per trasferirsi all'Asiago Hockey, formazione campione d'Italia in carica.
Rimase ad Asiago per due stagioni: nell'estate del 2017 fece ritorno al Renon, con cui vinse la Supercoppa italiana nel successivo mese di ottobre, ed il titolo italiano al termine della stagione. Coi Rittner Buam vinse un altro scudetto e altre due supercoppe Italiane. 
Ha annunciato il ritiro al termine della stagione 2021-2022.

### Nazionale
Lutz entrò nel giro della Nazionale dal 2005. Nel 2006 fu riserva ai XX Giochi olimpici invernali, ma il suo primo torneo ufficiale furono i Mondiali 2008, chiusi con la retrocessione dell'Italia in Seconda divisione.

## Palmarès

### Club
- Campionato italiano: 2

Renon: 2017-2018, 2018-2019
- Coppa Italia: 1

Pontebba: 2007-2008
- Supercoppa italiana: 4

Asiago: 2015
Renon: 2017, 2018, 2019
- Campionato italiano - Serie A2: 1

Milano Rossoblu: 2011-2012

### Giovanili
- Campionato italiano U19: 1

Merano: 2003-2004

### Nazionale
- Campionato mondiale di hockey su ghiaccio - Prima Divisione: 1

Ungheria 2011

### Individuale
- Giocatore con più minuti di penalità della Serie A: 2

2016-2017 (10 minuti), 2020-2021 (12 minuti)
- Maggior numero di assist per un difensore della Serie A: 1

2018-2019 (2 assist)
- Miglior Plus/Minus della Alps Hockey League: 1

2017-2018 (+32)
- Maggior numero di reti per un difensore della Serie A: 2

2019-2020 (1 rete), 2021-2022 (2 reti)
- Giocatore con più minuti di penalità nei playoff della Alps Hockey League: 1

2020-2021 (29 minuti)
- Maggior numero di reti della Serie A: 1

2021-2022 (2 reti)
- Maggior numero di punti per un difensore della Serie A: 1

2021-2022 (4 punti)
- Capocannoniere della Serie A: 1

2021-2022 (4 punti)